# کنترل دسترسی
سیستم کنترل دسترسی در امنیت شبکه ها و سیستم های کامپیوتری مطرح می شود، اکثر مباحث سیستم های کنترل دسترسی بر پایه احراز هویت، و سطح دسترسی متمرکز است. این سیستم ها در مرحله احراز هویت(Authentication)، تعیین می کند که آیا شخص مجوز ورود به شبکه یا سیستم را دارد یا خیر، در فرایند سطح دسترسی، دسترسی افراد به منابع اطلاعات مورد بررسی قرار می گیرد.

## اهداف سیستم کنترل دسترسی
به صورت کلی سیستم های کنترل دسترسی اهداف زیر را دنبال می کنند.
1. ممانعت از تغییر اطلاعات توسط افراد غیرمجاز.
2. ممانعت از تغییر غیرعمدی توسط افراد مجاز
3. محافظت از سازگاری داخلی و خارجی

## دسترس‌پذیری
تضمین‌کننده این مطلب است که کاربران مجاز سیستم می‌توانند دسترسی به موقع و بی‌وقفه به اطلاعات سیستم داشته باشند. علاوه بر هدف دسترسی‌پذیری می‌توان به سودمندی و قابلیت اعتماد اشاره کرد.
این اهداف و سایر اهداف مرتبط از سیاست امنیتی سازمان نشأت می‌گیرد که این امر توسط مدیریت ارشد سازمان به منظور تعیین دسترسی‌های لازم توسط اشخاص مجاز تدوین می‌گردد.
نکته قابل توجه که در طراحی و پیاده‌سازی مکانیزمهای کنترل دسترسی باید لحاظ شود سه مورد تهدیدهای موجود برای سیستم، آسیب‌پذیری سیستم در برابر این تهدیدها و مخاطراتی که ممکن است توسط این تهدیدها ایجاد شود، می‌باشد. در ادامه توضیحات بیشتری در مورد این سه مورد ذکر می‌شود:

## تهدید
واقعه یا فعالیتی که پتانسیل آسیب‌رسانی به اطلاعات سیستم‌ها یا شبکه‌ها را دارا می‌باشد.

## آسیب‌پذیری
ضعف یا کمبود محافظ، که می‌تواند توسط تهدید به وقوع بپیوندد و باعث آسیب‌رسانی به اطلاعات سیستم‌ها یا شبکه‌ها شود.

## مخاطره
پتانسیل برای آسیب‌رسانی و گم شدن اطلاعات سیستم‌ها یا شبکه‌ها می‌باشد و احتمال به وقوع پیوستن تهدیدها خواهد بود.

## کنترل
کنترلها به منظور کاهش مخاطره و پتانسیل مفقود شدن اطلاعات سیستم‌ها یا شبکه‌ها پیاده‌سازی می‌شوند. کنترلها می‌توانند به سه صورت: ممانعت، تشخیص و تصحیح باشند. کنترلهای ممانعتی جهت جلوگیری از وقایع مضر بکار گرفته می‌شوند، کنترلهای تشخیصی برای کشف وقایع مضر ایجاد شده‌اند و کنترلهای تصحیحی برای بازیابی سیستم‌هائی که مورد حمله‌های مضر واقع شده‌اند، استفاده می‌شوند.
برای پیاده‌سازی این سنجه‌ها کنترلها می‌توانند به صورت: راهبری، منطقی یا فنی، و فیزیکی باشند.

### کنترلهای منطقی یا فنی
شامل محدودیت‌های دسترسی به سیستم‌ها و محافظت از اطلاعات می‌شوند. نمونه‌هایی از انواع این کنترلها عبارتند از رمزگذاری، کارت‌های هوشمند، لیستهای کنترل دسترسی و پروتکلهای انتقال.

### کنترلهای فیزیکی
این کنترلها باعث یکی شدن محافظان با ساختمان امنیتی می‌شوند، به عنوان مثال قفل کردن درها، امن‌سازی اتاق‌های سرور، محافظت از کابلها، جداسازی وظائف و پشتیبان‌گیری از فایل‌ها را می‌توان ذکر کرد.
کنترلها پاسخگوئی اشخاصی را که به اطلاعات حساس دسترسی دارند را تأمین می‌کند. این پاسخگوئی از طریق مکانیزمهای کنترل دسترسی تکمیل می‌گردد که نیازمند شناسائی و صدور مجوز و توابع ممیزی می‌باشد. این کنترلها باید با سیاست‌های امنیتی سازمان مطابق باشند.
رویه‌های تضمین باعث می‌شوند که مکانیزمهای کنترلی، سیاست امنیتی را در کل چرخه حیات سیستم‌های اطلاعاتی به درستی پیاده‌سازی نمایند.
در استاندارد ISO ۱۷۷۹۹ مجموعاً ۱۰ دامنه وجود دارد که هر کدام پیرامون بخشی از حوزه‌های امنیت تدوین شده‌اند. هر دامنه دارای چندین کنترل است. کنترل دسترسی ششمین آنهاست.
مبحث کنترل دسترسی (کنترل دسترسی) یکی از دامنه‌های مورد نظر در استاندارهای امنیت اطلاعات (از جمله ایزو ۱۷۷۹۹ و BS-۷۷۹۹) می‌باشد. واضح است که در بازرسی‌ها و ممیزی‌هایی که از یک سازمان به عمل می‌آید تا میزان امن بودن آن سازمان سنجیده شود (مثلاً مطابق با استاندارد ممیزی ایزو ۲۷۰۰۱) این دامنه را نیز تحلیل خواهند کرد. اما جدای از این مورد، کنترل دسترسی تقریباً در تمام سازمان‌ها از اهمیت ویژه‌ای برخوردار است. در اغلب سازمان‌ها وقتی در اجرای دامنه‌های ایزو ۱۷۷۹۹ بحث محدودیت مالی و منابع پیش آید و نیاز به رتبه‌بندی و اولویت سنجی دامنه‌ها باشد، دامنه کنترل دسترسی غالباً رتبه «ارحج‌ترین» را می‌گیرد.

## تعریف کنترل دسترسی از دیدگاه CISSP
یک تعامل اولیه و خاص، بین یک فاعل و یک شیء است که در نهایت منجر به برقراری جریان اطلاعاتی از یکی از آن‌ها به دیگری خواهد شد.
نکته: به‌طور کلی عناصری که توان انجام فعالیت و اجرای عملی روی چیز دیگری دارند فاعل و عناصر دیگر مثل منابع و… را مفعول می‌نامیم.
مطابق توضیحات CISSP دامنه کنترل دسترسی، شامل این بخش هاست:
1. تعریف
2. علل اهمیت
3. انواع کنترل
4. مدل‌های کنترل
5. کشف مخاطرات
6. علائم منفرد روی سیستم‌ها
7. شناسایی و اعتبار سنجی

## چرا کنترل دسترسی اهمیت دارد؟
کنترل دسترسی روشن‌ترین نماد امنیت است. در واقع آن را قلب امنیت هم می‌دانند. همچنین برای به اجرا درآمدن اهداف CIA (Confidentiality, Integrity, Authentication) در بحث امنیت از نگاه ISMS، این دامنه یک مبنا و پیش نیاز به حساب می‌آید.
کنترل دسترسی برای تحقق سه هدف عمده به کار گرفته می‌شود که عبارتند از:
1. جلوگیری از دسترسی کاربران غیرمجاز به امکانات تغییر اطلاعات.
2. جلوگیری از دستکاری اطلاعات به صورت غیرعمدی توسط کاربران ناآشنا و غیرمجاز
3. حصول اطمینان از سلامت اطلاعات و ثبات اطلاعات داخلی و خارجی.

## انواع کنترل دسترسی
کنترل دسترسی و به‌طور کلی کنترل را از دیدگاه‌های مختلفی می‌توان تقسیم‌بندی کرد از یک دیدگاه انواع کنترل عبارتند از:
1. پیش گیرانه (که جلوی چیزی را قبل از حادث شدن می‌گیرند)
2. شناسایی‌کننده. (شناسایی مخاطرات)
3. اصلاح‌کننده (که تعمیر یا تصحیح امور را انجام می‌دهند)
4. بازیاب (که چیزی را بازیافت و دوباره احیا می‌کنند)
5. باز دارنده

اما از دیدگاه اجرایی و عملیاتی کنترلها سه دسته‌اند:
1. کنترل‌های مدیریتی شامل سیاست‌ها، رویه‌ها، آموزش و کنترل سابقه کاری و… می‌باشند
2. کنترل‌های منطقی / فنی مثل رمزگذاری و تهیه و استفاده از لیست کنترل دسترسی ACL
3. کنترلهای فیزیکی مانند درها، حصارها، گاردها و…

## کنترل دسترسی در ISO ۱۷۷۹۹–۲۰۰۵
دامنه کنترل دسترسی به عنوان یکی از دامنه‌های استاندارد امنیتی ایزو ۱۷۷۹۹ دارای هفت بخش کلی است که هر کدام از آن‌ها نیز از چندین زیربخش تشکیل شده‌اند. فهرست این بخش‌ها به شرح زیر است:
1. ملزومات مورد نیاز برای پیاده‌سازی
  1. سیاست‌های کنترل دسترسی
2. مدیریت دسترسی کاربران
  1. ثبت کاربر
  2. مدیریت امتیازات خاص کنترل
  3. مدیریت رمز عبور کاربران کنترل
  4. بررسی حقوق دسترسی کاربر کنترل
3. مسئولیت‌های کاربر
  1. کاربرد رمز عبور
  2. تجهیزات دور از توجه مستقیم کاربر
  3. سیاست تمیز نگاه داشتن میز کار و صفحه نمایش تجهیزات الکترونیکی
4. کنترل دسترسی به شبکه
  1. سیاست چگونگی استفاده از سرویس‌های شبکه
  2. تصدیق اعتبار کاربر برای ارتباطات و تماس‌های از خارج از سازمان
  3. شناسایی و تعیین هویت تجهیزات در شبکه
  4. مراقبت از پورت‌هایی که برای اجرای تنظیمات و رفع نقص‌ها از راه دور
  5. تفکیک و جداسازی در شبکه‌ها
  6. کنترل تماس با شبکه
5. کنترل دسترسی به سیستم‌عامل
  1. فرایندهایی امن برای ورود به سیستم
  2. شناسایی و تصدیق هویت کاربران
  3. سیستم مدیریت رمز عبور
  4. استفاده از برنامه‌های مزیتی سیستم
  5. مهلت زمانی نشست‌ها
  6. محدودیت زمان برقراری ارتباط
6. کنترل دسترسی به برنامه‌های کاربردی و اطلاعات
  1. ممنوعیت دسترسی به اطلاعات
  2. جداسازی سیستم‌های حساس
7. شبکه‌های بی‌سیم و ارتباطات سیار راه دور
  1. محاسبات و ارتباطات سیار
  2. کار کردن از راه دور

## مدل‌های کنترل دسترسی
کنترل دسترسی بر اساس موضوع (یک موجودیت فعال مثل اشخاص یا فرایندها) به یک شیء که شامل تنظیم قوانین دسترسی است. این قوانین می‌توانند به سه مدل یا رسته دسته‌بندی شوند.

### کنترل دسترسی اجباری
مجوز دسترسی موضوع به یک شیء بستگی به برچسبها، که نمایان‌کننده اختیار و کلاسه بندی یا حساست شیء می‌باشد. برای مثال مستندات طبقه‌بندی شده نظامی به غیرسری، کمی محرمانه، محرمانه و خیلی سری. به همین نحو، یک شخص می‌تواند یک اختیار کمی محرمانه، محرمانه یا خیلی محرمانه داشته باشد تا به اطلاعات طبقه‌بندی شده مرتبط با محدودیت‌های تعیین شده، دسترسی داشته باشد.
این محدودیت این است که اشخاص باید یک نیاز برای آگاهی مرتبط با مستندات طبقه‌بندی شده درگیر را داشته باشند. بنابر این، مستندات باید برای اشخاص به جهت تکمیل وظایف مرتبط ضروری باشند.
تا زمانی‌که اشخاص مطابق با طبقه‌بندی موردنیاز مشخص نشده‌اند نباید به اطلاعات دسترسی داشته باشند.
کنترل دسترسی بر مبنای قانون یک نوع از کنترل دسترسی اجباری است زیرا این کنترل بر اساس قوانین تشخیص داده می‌شود و نه به تنهایی توسط موجودیت موضوعات و اشیاء به تنهایی.

### کنترل دسترسی احتیاطی
موضوع اختیار لازم به همراه محدودیت‌های مسلم برای مشخص کردن اینکه کدام اشیاء دسترس پذیر هستند را دارد. برای مثال لیستهای کنترل دسترسی قابل استفاده هستند.
این نوع از کنترل دسترسی یه صورت محلی، در موقعیتهای پویایی که موضوعات باید احتیاط‌هایی برای مشخص کردن اینکه به چه منابعی کاربران مسلمی مجاز برای دسترسی هستند، بکار می‌رود.
زمانیکه یک کاربر با محدودیت‌های مسلم، حق جابجایی کنترل دسترسی به اشیاء مسلمی را دارد، این اصطلاح بکار می‌رود: کاربر هدایت شده با دسترسی احتیاطی
یک کنترل دسترسی بر اساس موجودیت یک نوع از کنترل دسترسی احتیاطی است که برمبنای موجود یا اشخاص می‌باشد. در بعضی نمونه‌ها، یک رویکرد پیوندی بکار می‌رود، که ترکیبی از قابلیت‌های کنترل دسترسی احتیاطی بر مبنای کاربر و بر مبنای موجودیت می‌باشد.

### کنترل دسترسی غیر احتیاطی
یک اختیار مرکزی مشخص می‌کند که چه موضوعاتی می‌توانند دسترسی به اشیاء مسلمی بر مبنای سیاست امنیتی سازمان داشته باشند. کنترلهای دسترسی ممکن است بر مبنای نقش اشخاص در سازمان یا در پاسخگویی‌های موضوع و وظایف باشند.
در یک سازمانی که تغییرات دائمی پرسنل را داریم، کنترل دسترسی غیر احتیاطی مفید است زیرا کنترل دسترسی بر اساس نقش اشخاص یا سمت در سازمان می‌باشد. این کنترل دسترسی هروقت که پرسنلی دارای نقشی دیگر می‌شود نیاز به تغییر ندارد.
نوع دیگری از کنترل دسترسی غیر احتیاطی کنترل دسترسی بر مبنای شبکه(lattice-based) می‌باشد. در این نوع کنترل، یک مدل شبکه‌ای بکار رفته‌است. در یک مدل شبکه‌ای زوجی از اجزا موضوع و شیء می‌باشند و موضوع بیشترین کران پایین و کمترین کران بالای حق دسترسی به شیء را دارد.

## ترکیبات کنترل
با ترکیب کنترلهای ممانعت‌کننده و تشخیص‌دهنده، انواع پیاده‌ساز راهبری، فنی (منطقی) و فیزیکی شامل زوجهای زیر می‌شوند:
مانع / راهبر
مانع / فنی
مانع / فیزیکی
تشخیص دهنده / راهبر
تشخیص دهنده / فنی
تشخیص دهنده / فیزیکی
هر کدام از این شش زوج و عناصر کلیدی آن‌ها در ذیل مطرح می‌گردند.

### ممانعت

#### راهبری
در این نوع، اهمیت بر اساس مکانیزمهای «نرم» که پشتیبان اهداف کنترل دسترسی است، می‌باشد. این مکانیزمها شامل سیاست‌های سازمانی و رویه‌ها، موافقت نامه‌های کارمندان، رویه‌های اختتامیه کارکنان به صورت دوستانه یا غیر دوستانه، زمانبندی تعطیلات، برسب بر روی مواد حساس، آگاهی‌های رفتاری و رویه‌های نشانه‌گذاری برای حصول شبکه‌ها و سیستم‌های اطلاعاتی و… می‌باشند.

#### فنی
این نوع، از تکنولوژی به منظور اچبار سیاست‌های کنترلی استفاده می‌کند. این کنترلهای فنی همچنین به عنوان کنترلهای منطقی شناخته می‌شود و می‌توانند در سیستم‌عامل، نرم‌افزارهای کاربردی یا در سخت‌افزارها یا نرم‌افزارهای الحاقی گذاشته شوند.
بعضی از انواع کنترلهای ممانعت/ فنی شامل پروتکلها، کدگذاریها، کارت‌های هوشمند، بیومتریکها (برای اخذ مجوز)، بسته‌ای نرم‌افزاری کنترل دسترسی از راه دور، رمزها، منوها، پوسته‌ها، بانک‌های اطلاعاتی، نرم‌افزارهای تشخیص ویروس می‌باشند.
پروتکلها، کدگذاری‌ها، کارت‌های هوشمند مکانیزمهای فنی برای محافظت اطلاعات و رمزها از افشاسازی می‌باشند.
بیومتریکها در تکنولوژیهایی نظیر اثرانگشت، شبکیه چشم، و جستجوی عنبیه برای اخذ مجوز از اشخاص برای دسترسی به منابع بکار می‌روند.

#### فیزیکی
تعداد زیادی از سنجه‌های مانع / فیزیکی قابل حس و درک هستند. این سنجه‌ها به عنوان محدودکننده دسترسی فیزیکی به نواحی ای که اطلاعات حساس سیستم نگهداری می‌شود.
نواحی مورد محافظت قرار گرفته توسط یک فضای امنیتی حلقوی تعریف می‌شود که تحت‌نظر کنترل دسترسی می‌باشد.
کنترلهای ممانعت/ فیزیکی شامل: حفاظ‌ها، امضاءها، درهای چندگانه (به عنوان مثال وجود چندین در پشت هم که در صورت ورود به یکی با درهای دیگر مواجه می‌شویم)، سیستم ورودی کارت‌های مغناطیسی، بیومتریکها به منظور تعیین صلاحیت، گاردها، سگها، سیستم‌های کنترل محیط (مانند درجه حرارت، رطوبت و…)، و ساختمان و نواحی دسترسی.
سنجه‌های ممانعت/ فیزیکی همچنین برای نواحی که برای پشتیبان‌گیری فایل‌ها بکار می‌روند، کاربرد دارد.

### تشخیص دهنده

#### راهبری
تعداد زیادی از کنترل‌های این نوع با کنترل‌های مانع / راهبر همپوشانی دارند و این همپوشانی می‌تواتند در ممانعت از تخلفات سیاست امنیتی آینده یا تشخیص تخلفات موجود، ظاهر گردد. نمونه‌هایی از این کنترل‌ها سیاست‌های سازمان و رویه‌ها، زمانبندی تعطیلات، برچسب‌گذاری مواد حساس و… می‌باشند. کنترلهای اضافی تشخیص دهنده/ راهبری شامل گردش کار؛ تسهیم مسئولیت‌ها و بررسی رکوردهای ممیزی هستند.

#### فنی
سنجه‌های کنترلی تشخیص دهنده/ فنی به منظور آشکارسازی تخلفات ناشی از سیاست امنیتی با کاربری فنی بکار می‌روند. این سنجه‌ها شامل موارد سیستم‌های تشخیص حمله و گزارش‌ها خودکار تخلفات از اطلاعات ارزیابی شده می‌باشند.
این گزارش‌ها می‌توانند واریانسهایی از عملیات نرمال نمایان سازند یا تشخیص امضاهای دسترسی‌های غیرمجاز را داشته باشند.

#### فیزیکی
کنترلهای تشخیص دهنده/ فیزیکی معمولاً نیازمند نیروی انسانی برای ارزیابی ورودی از سنسورها یا دوربینها برای تشخیص تهدیدها و حملات موجود می‌باشند.
بعضی از انواع این کنترلها تشخیص دهنده حرکت و جنبش هستند یا تشخیص دهنده‌های حرارتی و دوربینهای ویدئویی می‌باشند.

## فهرست منابع
1. مستند استاندارد ایزو ۱۷۷۹۹ نسخه سال ۲۰۰۵ (انگلیسی)
2. سایت www.guidetocissp.com (دسترسی در مارس ۲۰۰۷)
3. سایتwww.adt.co.uk/access_control_systems (دسترسی در مارس ۲۰۰۷)
4. مستند ‘Access control Mindmap’ از مجموعه مستندات CISSP

Wiley] - The CISSP Prep Guide - Mastering the Ten Domains of Computer Security]